# Forsterinaria itatiaia
Forsterinaria itatiaia is een vlinder uit de onderfamilie Satyrinae van de familie Nymphalidae.
De voorvleugellengte  van de imago bedraagt 20 tot 21 millimeter. De soort komt voor in het zuidoosten van Brazilië.
De wetenschappelijke naam van de soort is voor het eerst geldig gepubliceerd door Peña & Lamas in 2005.